# John K. Shaw
John K. Shaw (16 d'octubre de 1968), és un jugador i escriptor d'escacs escocès, que té el títol de Gran Mestre des del 2006.
A la llista d'Elo de la FIDE d'octubre de 2015, hi tenia un Elo de 2439 punts, cosa que en feia el jugador número 5 (en actiu) d'Escòcia. El seu màxim Elo va ser de 2506 punts, a la llista de gener de 2002 (posició 534 al rànquing mundial).

## Resultats destacats en competició
Ha guanyat en tres ocasions els Campionat d'Escòcia: el 1995 (amb els mateixos punts que Stephen R. Burns-Mannion i Colin A. McNab), el 1998 i el 2000 (empatat amb Alan J. Norris). El 2006 fou distingit com l'esportista de l'any d'Escòcia.

### Participació en olimpíades d'escacs
Shaw ha participat, representant Escòcia, en deu Olimpíades d'escacs entre els anys 1994 i 2014, amb un resultat de (+33 =33 –24), per un 55,0% de la puntuació. El seu millor resultat el va fer a les Olimpíada del 2000 en puntuar 7 de 10 (+10 =5 -4), amb el 70,0% de la puntuació, amb una performance de 2589.